# Фонд исследования Палестины
Фонд исследования Палестины (или Английское палестинское общество; англ. English Palestine Exploration Fund; PEF) — фонд, основанный в 1865 году. Организовал много больших и малых экспедиций в Палестину. С 1869 года начал издавать «Quarterly Statements», озаботился составлением планов местностей, лежащих к западу (1872—1877) и частью к востоку (1881—1882) от Иордана, предпринял раскопки холмов (теллей), скрывающих под собой остатки древних поселений или городов.
В 1892 году раскопки в Телль-эль-Хеси, который отождествляют с библейским городом Лахишем, привели к открытию первой плитки с клинообразной надписью, знаки которой совершенно тождественны по форме со знаками надписей на плитках, найденных в 1887 году в Телль-эль-Амарне в Египте.
Главные издания общества:
- «Ordnance survey of Jerusalem» (1865),
- «Recovery of Jerusalem» (1871),
- «Map of Western Palestine, Memoirs» (7 т.; последний том «Иерусалим» с 60 табл. рисунков),
- «Survey of Eastern Palestine» (I, 1889).

Деятельность общества изложена в «Twenty one years’ work in the Holy Land» (1886).
В настоящее время фонд выпускает академический журнал "Palestine Exploration Quarterly". Фонд также организует публичные лекции, спонсирует исследовательские проекты. Офис фонда расположен в центральной части Лондона. В офисе представлены винтажные фотографии, археологические находки а также тематическая библиотека.